# Thomas Wyatt
Thomas Wyatt (1503 – 11 tháng 10 năm 1542) – nhà chính trị, nhà thơ Anh, một trong những nhà thơ Phục hưng đầu tiên của thi ca Anh. Cùng với Henry Howard, Bá tước Surrey đặt nền móng cho nền thơ mới của Anh.

## Tiểu sử
Thomas Wyatt từng học St John's College của Đại học Cambridge sau đó rất nhiều năm làm đại sứ Anh ở các nước như Ý, Pháp, Tây Ban Nha. Từng hai lần bị tù. Thomas Wyatt cưới vợ năm 1520 và đến năm 1525 thì ly dị vì cho rằng vợ ông ngoại tình. Cũng trong năm này ông dan díu với Anne Boleyn (1507 – 1536), phu nhân thứ hai của vua Henry VIII (1491 – 1547). Vua Henry VIII nhiều lần nhìn thấy và cũng có ghen tuông ít nhiều, mặc dù vậy, điều này không ảnh hưởng đến sự nghiệp chính trị của ông.
Ông là nhà thơ Anh đầu tiên sáng tác theo thể sonetto của Ý. Chịu ảnh hưởng của Francesco Petrarca nhưng với nội dung và tình cảm của người Anh. Những bài thơ đầu tiên in trong tập Tottel’s Miscellany, 1557 cùng với Surrey. Không chỉ sáng tác, Waytt còn dịch các nhà thơ cổ La Mã như Horace, Seneca, Plutarch.
Thomas Wyatt mất ngày 11 tháng 10 năm 1542.

## Một số bài thơ
| Có hoặc không Madam ơi cần chi phải nhiều lời Em hãy nói cùng tôi: không hoặc có Em thông minh – đâu cần chi tô vẽ Câu trả lời em hãy nói cùng tôi. Hãy bước lại gần đây và hãy nói Với cái người – liệu có xứng với em Lẽ nào em không chút lòng thương hại Hãy ghé tai anh và nói "có" hoặc "không". Em nói có – tôi vô cùng hạnh phúc Còn nếu không – lại vẫn bạn bè thôi Thì đành để cho một ai đấy khác Một người nào – nhưng không phải là tôi. Chối bỏ tình yêu Vĩnh biệt tình yêu và luật của tình Không bao giờ còn rơi vào bẫy nữa Tôi bỏ thói hư, dồi mài trí tuệ Học Seneca và học Platon. Tôi nhầm lẫn và nếm cay đắng vì Những cuộc tấn công, mũi tên châm chích Tất cả đấy dạy cho tôi bài học Để cuối cùng thoát ra được tự do. Vĩnh biệt tình! Con tim trẻ không yên Chớ đòi hỏi quyền hành chi hơn nữa Giờ chỉ với những con tim ngáo ngổ Hãy bắn vào nơi đó những mũi tên. Từ dạo ấy, dù thời gian đã mất Tôi chẳng còn màng tới cành ruỗng mục. Năn nỉ của người tình Em bỏ anh để mà đi chăng? Em hãy nói với anh rằng không! Có phải chăng đã hết ấm nồng Hay tại vì điều chi buồn bã? Để em bỏ anh mà đi chăng? Em hãy nói với anh rằng không! Em bỏ anh để mà đi chăng? Anh yêu em mãi mãi, lâu bền Dù bần cùng hay dù anh giàu có Con tim em vô cùng mạnh mẽ. Em bỏ anh để mà đi chăng? Em hãy nói với anh rằng không! Em bỏ anh để mà đi chăng? Dù lòng anh đau đớn vô cùng Nhưng anh không bao giờ từ bỏ Trái tim vẫn dành cho em đó. Em bỏ anh để mà đi chăng? Em hãy nói với anh rằng không! Em bỏ anh để mà đi chăng? Em có biết tình anh ấm nồng Có lẽ nào em không hiểu được? Chao ôi em thật là tàn ác. Em bỏ anh để mà đi chăng? Em hãy nói với anh rằng không! Noli me tangere Thích đi săn? Không biết con mồi đâu Tôi giờ đây đã không còn sức nữa Tôi mệt mỏi rã rời, tôi đau khổ Lê bước chân giữa những kẻ đi sau. Tôi không biết được điều gì tôi phải Làm để bắt nàng như một con nai Tôi xông lên, tôi dùng lưới bủa vây Nhưng chỉ có ngọn gió trong tấm lưới. Ai hy vọng bắt nàng bằng lưới ấy Chỉ phí thời gian và uổng phí thôi Chiếc dây chuyền quanh vòng cổ tuyệt vời Có khắc những lời kim cương như vậy: “Noli me tangere, tôi là ông Hoàng Trông hoang dã, mặc dù tôi rất thuần”. Bản dịch của Nguyễn Viết Thắng | Yea or nay Madam, withouten many words Once I am sure ye will or no; And if ye will, then leave your bords And use your wit and show it so, And with a beck ye shall me call; And if of one that burneth alway Ye have any pity at all, Answer him fair with yea or nay. If it be yea I shall be fain; If it be nay, friends as before; Ye shall another man obtain, And I mine own and yours no more. A Renouncing of Love FAREWELL, Love, and all thy laws for ever; Thy baited hooks shall tangle me no more. Senec, and Plato, call me from thy lore, To perfect wealth, my wit for to endeavour; In blind error when I did persevere, Thy sharp repulse, that pricked aye so sore, Taught me in trifles that I set no store; But scaped forth thence, since, liberty is lever Therefore, farewell ! go trouble younger hearts, And in me claim no more authority: With idle youth go use thy property, And thereon spend thy many brittle darts: For, hitherto though I have lost my time, Me list no longer rotten boughs to clime. The Love’r Appeal And wilt thou leave me thus? Say nap! say nay! for camel To save thee from the blame Of all my grief and frame. And wilt thou leave me thus'? Say nay! say nap! And wilt thou leave me thus, That hath loved thee so long ln wealth and woe among? And is thy heart so strong As for to leave me thus? Say nay! say nap! And wilt thou leave me thus. That hath given thee my heart Never for to depart Neither for pain nor smart: And wilt thou leave me thus? Sap nay.! say nay! And wilt thou leave me thus, And.have no more pity Of him that loveth chee? Alas! thy crueltyl And wilt thou leave me thus? Say nay! say nay Noli me tangere Whoso list to hunt? I know where is an hind! But as for me, alas! I may no more, The vain travail hath wearied me so sore; I am of them that furthest come behind. Yet may I by no means my wearied mind Draw from the deer; but as she fleeth afore Fainting I follow; I leave off therefore, Since in a net I seek to hold the wind. Who list her hunt, I put him out of doubt As well as I, may spend his time in vain! And graven with diamonds in letters plain, There is written her fair neck round about; 'Noli me tangere; for Cæsar's I am, And wild for to hold, though I seem tame.' |